# Diodia kuntzei
Diodia kuntzei är en måreväxtart som beskrevs av Karl Moritz Schumann. Diodia kuntzei ingår i släktet Diodia och familjen måreväxter. Inga underarter finns listade i Catalogue of Life.